# Augustin Bunea
Augustin Bunea (n. Vad, Transylvanie, 4 août 1857 - d. Blaj, Transylvanie, 30 novembre 1909) a été un prêtre, chanoine métropolitain de l'Église roumaine unie à Rome et historien roumain, membre de Académie roumaine.

## Œuvres
- Mitropolitul Dr. Ioan Vancea de Buteasa. Schiță biografică, Blaj, 1890.
- Institutele din Blaj, (Conferință), Blaj, 1892.
- Chestiuni din istoria dreptului Bisericii românești unite, 2 volumi, Blaj, 1893-1894.
- Istorie scurtă a Bisericii Române Unită cu Roma, in Șematismul veneratului cler al Arhidiecezei Metropolitane Greco-Catolice Române de Alba-Iulia și Făgăraș pre anul Domnului 1900 de la Sfânta Unire 200, Blaj, 1900, pp. 3–63.
- Din Istoria Românilor. Episcopul Ioan Inocențiu Klein (1728-1751), Blaj, 1900.
- Statistica românilor din Transilvania în anul 1750 făcută de vicarul episcopesc Petru Aron, Sibiu, 1901.
- Istoria românilor ardeleni de la 1751 până la 1764, Blaj, 1902.
- Vechile episcopii românești a Vadului, Geoagiului, Silvașului și Bălgradului, Blaj, Tipografia Seminariuluĭ Archidiecesan, 1902.
- Discursuri. Autonomia Bisericească. Diverse, Blaj, 1903 (Seconde édition: Discursuri, Editura Galaxia Gutenberg, Târgu Lăpuș, 2009  (ISBN 978-973-141-181-1)).
- Ierarchia Românilor din Ardeal și Ungaria, Blaj, Tipografia Seminariuluĭ Archidiecesan, 1904.
- Amintirea lui Timotei Cipariu, Blaj, 1905.
- Episcopii Petru Paul Aaron și Dionisiu Novacovici sau Istoria românilor din Ardeal și Ungaria, Blaj, 1906.
- Metropolitul Sava Brancovici, Blaj, 1906.

### Œuvres posthumes
- Stěpânii Țěrii Oltului, Ediția Academiei Române, XXXIV, București, 1910 (discours de reception dans l'Académie roumaine, resté non prononcé).
- Încercare de Istorie a Românilor până la 1382, București, 1912.
- Istoria regimentelor grănicerești, București, 1941.

## Hommages rendus à Augustin Bunea
- Un musée de Blaj porte son nom: Muzeul de Istorie „Augustin Bunea” (Le Musée d'histoire « Augustin Bunea »)
- Sur un mur d'une maison située au centre de Blaj, il y a une plaque de marbre qui rappelle au passant que dans cette demeure a habité le chanoine métropolitain et historien Augustin Bunea.
- Sur un mur de l'église du village natal, Vad en 1966, on a enchâssé une plaque de marbre blanc, à l'honneur du fils du village, Augustin Bunea.
- Sur le mur de la maison natale de Vad, en novembre 2009, on a enchâssé une plaque de marbre noir, à l'honneur d'Augustin Bunea, pour commémorer 100 ans de la mort du savant chanoine.